# Claude Liauzu
Claude Liauzu, né le 24 avril 1940 à Casablanca et mort le 23 mai 2007 à Antony est un historien français spécialiste de l'histoire de la colonisation.

## Biographie
Claude Liauzu est né à Casablanca qui était à l'époque dans le protectorat français au Maroc. En 1959, il arrive en France et poursuit des études à l'Université d'Aix en Provence. 
Très engagé politiquement durant sa jeunesse au côté du Parti communiste (militant à l'UEC (Union des étudiants communistes) et au Parti communiste français), il milite pour l'indépendance de l'Algérie,.
Après avoir enseigné durant dix ans dans les années 1970 en Tunisie comme coopérant, il est professeur d'histoire contemporaine à l’Université Paris VII - Diderot. Il se spécialise dans la colonisation et est l'auteur d'une thèse de doctorat et d'ouvrages consacrés au mouvement ouvrier maghrébin. Il a également coordonné l’ouvrage Colonisation. Droit d’inventaire (Paris, Armand Colin, 2004) et dirigé le Dictionnaire de la colonisation française (Larousse, 2007),
.
En février 2005, il appelle les historiens et les enseignants à demander l'abrogation de la loi qui dispose que le « rôle positif » de la colonisation doit être enseigné dans les écoles (loi française du 23 février 2005 portant reconnaissance de la Nation et contribution nationale en faveur des Français rapatriés). Il s'inquiétait aussi de la « guerre des mémoires » en développement en France et en Europe et préfère au « devoir de mémoire », le « devoir d'Histoire ». Son dernier combat a été de dénoncer la création d'un ministère apposant le mot « immigration » à celui d'« identité nationale » (le Ministère de l'Immigration, de l'Intégration, de l'Identité nationale et du Codéveloppement).
Depuis 1985 jusqu'à sa mort, il a collaboré régulièrement au Monde diplomatique.
Il a été membre du Comité de vigilance face aux usages publics de l'histoire fondé peu après l'Affaire Olivier Grenouilleau.

## Publications
- Aux origines des tiers-mondismes. Colonisés et anticolonialistes en France, 1919-1939, Paris, L’Harmattan, 1982.
- L’Enjeu tiersmondiste. Débats et combats, Paris, L’Harmattan, 1987.
- Race et civilisation. L'autre dans la culture occidentale. Anthologie critique,Paris, Syros/Alternatives,1992[8].
- La Société française face au racisme. De la Révolution à nos jours, Bruxelles, Complexe, 1999.
- En codirection avec Marie-Claire Hoock-Demarle : Transmettre les passés. Nazisme, Vichy, les conflits coloniaux : les responsabilités de l’Université, Paris, Syllepse, 2001.
- Avec Josette Liauzu : Quand on chantait les colonies. Colonisation et culture populaire de 1830 à nos jours, Paris, Syllepse, 2002[9].
- Direction : Tensions méditerranéennes, Paris, L’Harmattan, 2003.
- Direction : Colonisation. Droit d’inventaire, Paris, Armand Colin, 2004.
- Empire du mal contre grand Satan. Treize siècles de cultures de guerre entre l’islam et l’Occident, Paris, Armand Colin, 2005[10],[11].
- En codirection avec Gilles Manceron : La colonisation, la loi et l’histoire, Paris, Syllepse, 2006[12].
- Direction du Dictionnaire de la colonisation française, Paris, Larousse, 2007.
- Histoire de l’anticolonialisme en France du XVIe siècle à nos jours, Paris, Armand Colin, 2007[13],[14].
- Colonisations, migrations, racismes. Histoires d'un passeur de civilisations, Paris, Syllepse, 2009[15].